# Thrupp (Oxfordshire)
Thrupp – osada w Anglii, w hrabstwie Oxfordshire, w dystrykcie Cherwell. Leży 11 km na północ od Oksfordu i 90 km na północny zachód od Londynu.